# Lucemburské vévodství
Lucemburské vévodství (německy Herzogtum Luxemburg, francouzsky Duché de Luxembourg) byl stát existující v letech 1354–1815. Po celou svou existenci bylo součástí Svaté říše římské a vládlo zde několik dynastií. Jeho předchůdcem bylo Lucemburské hrabství a nástupcem je Lucemburské velkovévodství tj. dnešní Lucembursko, které však zahrnuje malou část území původního vévodství.

## Historie
Lucemburské hrabství povýšil roku 1354 císař Karel IV. na vévodství. To pak udělil svému bratrovi Václavovi. Po Václavově smrti v roce 1383 zdědil vévodství jeho synovec Václav IV. (další Václavovy državy Brabantsko a Limbursko zdědil burgundský vévoda Filip Smělý). Roku 1388 získal Lucemburské vévodství Jošt Moravský výměnou za Kladsko. Po jeho smrti zdědila vévodství Eliška Zhořelecká, jelikož jí ho odkázal její strýc Zikmund Lucemburský, protože je nebyl schopný vyplatit.

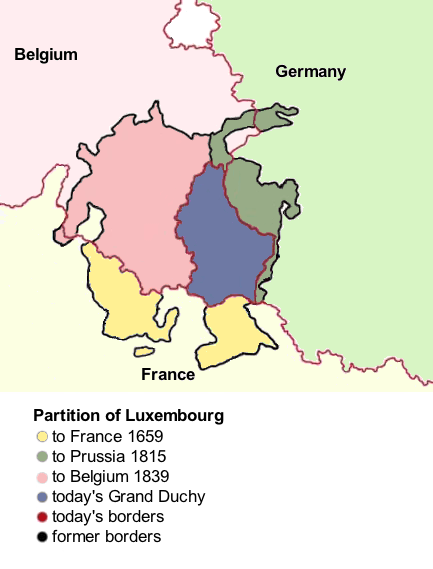
Postupné dělení Lucemburska

Ta roku 1441 uzavřela dohodu s burgundským vévodou Filipem III. Dobrým, která mu umožňovala okamžitě převzít administrativu Lucemburska a zdědit po její smrti vévodství. Filip souhlasil, ale o dva roky později nařídil na její území noční útok a převzal území hned. Eliška byla ze země vypovězena. Lucembursko se tak stalo součásti držav burgundských Kapetovců z rodu Valois.

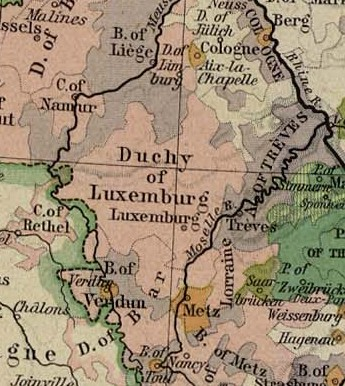
Lucemburské vévodství v roce 1477

Po krátkém období vlády burgundských vévodů připadlo Lucembursko v roce 1477 Habsburkům. Španělská linie rodu Habsburků vládla zemi v letech 1556–1684 a 1697–1700, v letech 1684–1697 bylo lucemburské vévodství obsazeno Francií. V letech 1684–1697 bylo Lucembursko pod francouzskou vládou.

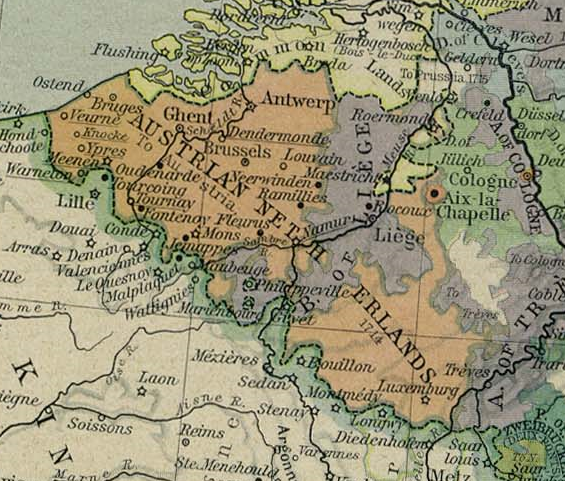
Lucembursko v roce 1786 jako součást rakouského Nizozemí

Po vymření španělské větve Habsburků připadlo Lucembursko jako součást tzv. rakouského Nizozemí rakouské větvi rodu Habsburků, která zde pak vládla v letech 1714–1795. V letech 1795–1814 bylo Lucembursko opět po francouzskou nadvládou jako Département des Forêts.
Po Napoleonově porážce v roce 1815 bylo Lucembursko na Vídeňském kongresu povýšeno na velkovévodství, stalo se nezávislým a v personální unii s Nizozemím, se kterým měla tedy společného panovníka. A stalo se členem Německému spolku.